# Canton de Saint-Hilaire-de-Riez
Pour les articles homonymes, voir Riez (homonymie).
Le canton de Saint-Hilaire-de-Riez est une circonscription électorale française située dans le département de Vendée et la région des Pays de la Loire.
Dans le cadre du redécoupage cantonal de 2014, il est créé par un décret du 17 février 2014 et entre en vigueur à l'occasion des premières élections départementales, le 22 mars 2015.

## Histoire
Le canton de Saint-Hilaire-de-Riez est créé par l'article 16 du décret no 2014-169 du 17 février 2014 ; il comprend des communes de l’ancien canton de Saint-Gilles-Croix-de-Vie.

## Représentation
| Période élective | Période élective | Mandat | Mandat   | Identité           | Nuance | Nuance | Qualité                                                                                   |
| ---------------- | ---------------- | ------ | -------- | ------------------ | ------ | ------ | ----------------------------------------------------------------------------------------- |
| 2 avril 2015     | 2021             | 2015   | 2021     | Laurent Boudelier  |        | DVD    | Commerçant Maire de Saint-Hilaire-de-Riez (2014-2020)                                     |
| 2 avril 2015     | 2021             | 2015   | 2021     | Isabelle Duranteau |        | DVD    | Commerçante Conseillère municipale et 1re adjointe au maire de Landevieille (depuis 2014) |
| 2021             | 2028             | 2021   | en cours | Thomas Perrocheau  |        | DVD    | Ostéopathe, , adjoint au maire de Saint-Gilles-Croix-de-Vie                               |
| 2021             | 2028             | 2021   | en cours | Isabelle Duranteau |        | DVD    | Conseillère sortante, maire de Landevieille                                               |

À l'issue du 1er tour des élections départementales de 2015, deux binômes sont en ballotage : Florent Dupuis et Brigitte Neveux (FN, 25,62 %) et Laurent Boudelier et Isabelle Duranteau (DVD, 21,33 %). Le taux de participation est de 54,19 % (20 546 votants sur 37 916 inscrits) contre 52,59 % au niveau départemental et 50,17 % au niveau national.
Au second tour, Laurent Boudelier et Isabelle Duranteau (DVD) sont élus avec 66,11 % des suffrages exprimés et un taux de participation de 54,34 % (12 149 voix pour 20 601 votants et 37 914 inscrits).

## Composition
| Nom                                           | Code Insee | Intercommunalité                                   | Superficie (km2) | Population (dernière pop. légale) | Densité (hab./km2) | Modifier                                    |
| --------------------------------------------- | ---------- | -------------------------------------------------- | ---------------- | --------------------------------- | ------------------ | ------------------------------------------- |
| Saint-Hilaire-de-Riez (bureau centralisateur) | 85226      | CA Pays de Saint-Gilles-Croix-de-Vie Agglomération | 48,85            | 12 923 (2022)                     | 265                | modifier les données · modifier les données |
| L'Aiguillon-sur-Vie                           | 85002      | CA Pays de Saint-Gilles-Croix-de-Vie Agglomération | 23,22            | 2 207 (2022)                      | 95                 | modifier les données · modifier les données |
| Brem-sur-Mer                                  | 85243      | CA Pays de Saint-Gilles-Croix-de-Vie Agglomération | 15,85            | 2 933 (2022)                      | 185                | modifier les données · modifier les données |
| Bretignolles-sur-Mer                          | 85035      | CA Pays de Saint-Gilles-Croix-de-Vie Agglomération | 27,32            | 5 139 (2022)                      | 188                | modifier les données · modifier les données |
| La Chaize-Giraud                              | 85045      | CA Pays de Saint-Gilles-Croix-de-Vie Agglomération | 2,71             | 1 103 (2022)                      | 407                | modifier les données · modifier les données |
| Coëx                                          | 85070      | CA Pays de Saint-Gilles-Croix-de-Vie Agglomération | 39,56            | 3 416 (2022)                      | 86                 | modifier les données · modifier les données |
| Commequiers                                   | 85071      | CA Pays de Saint-Gilles-Croix-de-Vie Agglomération | 40,26            | 3 708 (2022)                      | 92                 | modifier les données · modifier les données |
| Le Fenouiller                                 | 85088      | CA Pays de Saint-Gilles-Croix-de-Vie Agglomération | 17,81            | 4 978 (2022)                      | 280                | modifier les données · modifier les données |
| Givrand                                       | 85100      | CA Pays de Saint-Gilles-Croix-de-Vie Agglomération | 11,69            | 2 216 (2022)                      | 190                | modifier les données · modifier les données |
| Landevieille                                  | 85120      | CA Pays de Saint-Gilles-Croix-de-Vie Agglomération | 13,57            | 1 512 (2022)                      | 111                | modifier les données · modifier les données |
| Saint-Gilles-Croix-de-Vie                     | 85222      | CA Pays de Saint-Gilles-Croix-de-Vie Agglomération | 10,25            | 8 140 (2022)                      | 794                | modifier les données · modifier les données |
| Saint-Maixent-sur-Vie                         | 85239      | CA Pays de Saint-Gilles-Croix-de-Vie Agglomération | 10,71            | 1 196 (2022)                      | 112                | modifier les données · modifier les données |
| Saint-Révérend                                | 85268      | CA Pays de Saint-Gilles-Croix-de-Vie Agglomération | 15,82            | 1 526 (2022)                      | 96                 | modifier les données · modifier les données |
| Canton de Saint-Hilaire-de-Riez               | 8515       |                                                    | 277,62           | 50 997 (2022)                     | 184                | modifier les données                        |

### Intercommunalité
La canton de Saint-Hilaire-de-Riez recouvre l’ensemble de la communauté de communes du Pays-de-Saint-Gilles-Croix-de-Vie, sauf la commune de Notre-Dame-de-Riez.

## Démographie
En 2022, le canton comptait 50 997 habitants, en évolution de +10,9 % par rapport à 2016 (Vendée : +5,33 %, France hors Mayotte : +2,11 %).
| 2013   | 2018   | 2022   |
| ------ | ------ | ------ |
| 44 955 | 47 417 | 50 997 |